# Beauficel
Beauficel és un municipi francès situat al departament de la Manche i a la regió de Normandia. L'any 2007 tenia 164 habitants.

## Demografia

### Població
El 2007 la població de fet de Beauficel era de 164 persones. Hi havia 64 famílies de les quals 8 eren unipersonals (4 homes vivint sols i 4 dones vivint soles), 24 parelles sense fills, 28 parelles amb fills i 4 famílies monoparentals amb fills.
La població ha evolucionat segons el següent gràfic:
Habitants censats

### Habitatges
El 2007 hi havia 104 habitatges, 63 eren l'habitatge principal de la família, 29 eren segones residències i 12 estaven desocupats. 102 eren cases i 2 eren apartaments. Dels 63 habitatges principals, 55 estaven ocupats pels seus propietaris, 6 estaven llogats i ocupats pels llogaters i 2 estaven cedits a títol gratuït; 1 tenia una cambra, 7 en tenien dues, 8 en tenien tres, 16 en tenien quatre i 31 en tenien cinc o més. 52 habitatges disposaven pel capbaix d'una plaça de pàrquing. A 28 habitatges hi havia un automòbil i a 33 n'hi havia dos o més.

### Piràmide de població
La piràmide de població per edats i sexe el 2009 era:
| Homes | Edats   | Dones |
| ----- | ------- | ----- |
| 0     | 95 o +  | 0     |
| 0     | 90 a 94 | 0     |
| 0     | 85 a 89 | 4     |
| 0     | 80 a 84 | 0     |
| 0     | 75 a 79 | 0     |
| 4     | 70 a 74 | 4     |
| 8     | 65 a 69 | 0     |
| 12    | 60 a 64 | 12    |
| 4     | 55 a 59 | 0     |
| 4     | 50 a 54 | 4     |
| 4     | 45 a 49 | 4     |
| 4     | 40 a 44 | 8     |
| 8     | 35 a 39 | 16    |
| 8     | 30 a 34 | 4     |
| 4     | 25 a 29 | 4     |
| 4     | 20 a 24 | 0     |
| 8     | 15 a 19 | 0     |
| 4     | 10 a 14 | 4     |
| 4     | 5 a 9   | 8     |
| 0     | 0 a 4   | 8     |

## Economia
El 2007 la població en edat de treballar era de 98 persones, 66 eren actives i 32 eren inactives. De les 66 persones actives 62 estaven ocupades (36 homes i 26 dones) i 4 estaven aturades (4 homes). De les 32 persones inactives 16 estaven jubilades, 5 estaven estudiant i 11 estaven classificades com a «altres inactius».

### Ingressos
El 2009 a Beauficel hi havia 58 unitats fiscals que integraven 154 persones, la mediana anual d'ingressos fiscals per persona era de 13.367 €.

### Activitats econòmiques
Dels 3 establiments que hi havia el 2007, 1 era d'una empresa de comerç i reparació d'automòbils, 1 d'una empresa immobiliària i 1 d'una entitat de l'administració pública.
L'any 2000 a Beauficel hi havia 27 explotacions agrícoles que ocupaven un total de 840 hectàrees.

## Poblacions més properes
El següent diagrama mostra les poblacions més properes.